# Michele Fedrizzi
Michele Fedrizzi (né le 21 mai 1991 à Trente) est un joueur italien de volley-ball. Il mesure 1,92 m et joue réceptionneur-attaquant. Il totalise 10 sélections en équipe d'Italie.

## Clubs
| Club              | De        | À         |
| ----------------- | --------- | --------- |
| Trentino Volley   | 2008-2009 | 2009-2010 |
| Club Italia Rome  | 2010-2011 | 2010-2011 |
| Blu Volley Vérone | 2012-2013 | 2012-2013 |
| Trentino Volley   | 2013-2014 | ...       |

## Palmarès
- Championnat du monde des clubs (2)
  - Vainqueur : 2009, 2010
- Ligue des champions (2)
  - Vainqueur : 2009, 2010
- Championnat d'Italie
  - Finaliste : 2009, 2010
- Coupe d'Italie (1)
  - Vainqueur : 2010
- Supercoupe d'Italie (1)
  - Vainqueur : 2013
  - Finaliste : 2008